# كأس بروناي
كأس بروناي (بالإنجليزية: Brunei FA Cup)‏ وتسمى رسمياً كأس الاتحاد البروناي لكرة القدم، هي بطولة رسمية لكرة القدم في بروناي ، أسست سنة 2002م، وتشارك فيه الأندية المسجلة لدى اتحاد بروناي لكرة القدم.

## مصدر
1. ↑  "Brunei - List of Cup Finals". RSSSF. مؤرشف من الأصل في 2019-04-27. اطلع عليه بتاريخ 2011-08-26.